# ゲームスタジオ
ゲームスタジオ
- 株式会社ゲームスタジオは、2004年に設立された日本の企業。
- 株式会社ゲームスタジオは、1985年に設立され、2015年に解散した日本の企業。

いずれも繋がりがある企業のため、共に本項で記述する。

## 株式会社ゲームスタジオ（2004年）
株式会社ゲームスタジオ（英: GameStudio Inc.）は、東京都港区に本社を置く日本のゲーム会社。株式会社エヌジェイホールディングスの完全子会社。コンシューマーゲームからアーケードゲーム、スマートフォンアプリなど、デバイスを問わず幅広いゲーム開発を行っている。

### 沿革
- 2004年
  - 4月 - 株式会社アイ・エム・ジェイ及び株式会社IMJエンタテインメントとの出資により、「株式会社モバイル&ゲームスタジオ」を東京都品川区西五反田7-1-1に設立
  - 6月 - 東京都渋谷区代々木3-26-2に移転。株式会社ゲームスタジオより営業譲渡を受ける
- 2005年04月 - 東京都品川区西五反田2-28-5に移転
- 2008年09月 - 株式会社シーエー・モバイルの子会社となる
- 2009年03月 - 東京都渋谷区桜丘町20-1に移転
- 2010年
  - 3月 - 株式会社ネプロアイティの完全子会社となる
  - 6月 - 東京都千代田区岩本町2-11-2に移転
- 2011年01月 - 株式会社ネプロジャパンの完全子会社となる
- 2014年
  - 1月 - 京都府京都市中京区河原町通二条下る二丁目下丸屋町403番地に京都オフィスを開設
- 9月 - 京都府京都市下京区仏光寺通新町東入糸屋町225番地に京都オフィスを移転
- 2015年12月 - 株式会社ゲームスタジオへ商号変更、本社を東京都港区芝3-8-2に移転
- 2017年04月 - 青森県青森市長島2-13-1に青森オフィスを開設
- 2018年
  - 5月 - 京都府京都市下京区立売東町1に京都オフィスを移転
  - 10月 - 同ビル内16階に本社を移転
- 2021年07月 - 同ビル内7階に本社を再移転[2]
- 2025年03月 - 青森県青森市長島2-10-5に青森オフィスを移転[3]

### 主な開発ゲーム

#### コンシューマー
- ピンチ50連発!!（ニンテンドー3DS/Nintendo Switch/PC、自社発売）
- チャリ走 DX2 ギャラクシー（ニンテンドー3DS、発売元：スパイシーソフト）
- 超速変形ジャイロゼッター アルバロスの翼（ニンテンドー3DS、発売元：スクウェア・エニックス）
- チャリ走 DX（ニンテンドー3DS、発売元：スパイシーソフト）
- ドーパミックス（ニンテンドー3DS、発売元：G-mode）
- フィギュアヘッズ（PlayStation 4/PC、発売元：スクウェア・エニックス）
- 棋士・藤井聡太の将棋トレーニング（Nintendo Switch、自社発売）
- インフィニティストラッシュ ドラゴンクエスト ダイの大冒険（Nintendo Switch/PlayStation 4/PlayStation 5/PC、発売元：スクウェア・エニックス）
- 北海道連鎖殺人 オホーツクに消ゆ 〜追憶の流氷・涙のニポポ人形〜（Nintendo Switch/PC、発売元：G-mode）
- SYNDUALITY Echo of Ada（PlayStation 5/Xbox Series X|S/PC、発売元：バンダイナムコエンターテインメント）

#### アーケードゲーム
- LORD of VERMILION（発売元：スクウェア・エニックス）
- LORD of VERMILION II（発売元：スクウェア・エニックス）
- LORD of VERMILION Re:2（発売元：スクウェア・エニックス）
- LORD of VERMILION III（発売元：スクウェア・エニックス）
- LORD of VERMILION Re:3（発売元：スクウェア・エニックス）
- フィギュアヘッズ エース（発売元：スクウェア・エニックス）
- LORD of VERMILION IV（発売元：スクウェア・エニックス）

#### 携帯アプリ
- 魔装詠唱バトルスター（Android/iOS、配信元：ジクシーズ）※一部グラフィック制作
- ドリランド 魔王軍vs勇者!（Android/iOS、配信元：ジクシーズ）※一部グラフィック制作
- 森のジュース屋さん（Android/iOS、配信元：カエルパンダ）
- Jungle Gem Tournament（Android/iOS、自社配信）
- ジュジュと悪夢の迷宮（Android/iOS、配信元：ディンプス）
- ねむネコ タッチでフレンズ（Android/iOS、配信元：フリュー）
- みこみこいん（Android/iOS、自社配信）
- 終わりのセラフ BLOODY BLADE（Android/iOS、配信元：バンダイナムコエンターテインメント）
- 星のドラゴンクエスト（Android/iOS、配信元：スクウェア・エニックス）
- StarHorse Pocket（Android/iOS、配信元：セガ・インタラクティブ）※企画制作およびプログラム開発
- 刀使ノ巫女 刻みし一閃の燈火（Android/iOS、配信元：スクウェア・エニックス）
- トリプルモンスターズ（Android/iOS、配信元：ブシロード）
- ヴァンガード ZERO（Android/iOS、配信元：ブシロード）
- ラブプラス EVERY（Android/iOS、配信元：コナミデジタルエンタテインメント）
- takt op. 運命は真紅き旋律の街を（Android/iOS、配信元：バンダイナムコアーツ）※ゲーム配信前の2021年開発離脱。現在は開発元がディー・エヌ・エー / DeNA Chinaへと変更される。

#### ブラウザゲーム
- ミスティアージュ〜恋する君とさがしもの〜（DMM.com、配信元：DMMゲームズ）
- ソリティアGOLD（Yahoo!モバゲー、自社配信）

#### その他
- モンスターカードバトル（Challenge Tablet、配信元：ベネッセコーポレーション）
- アクアリウム★コレクション（Challenge Tablet、配信元：ベネッセコーポレーション）

### 著書
- 遠藤雅伸のゲームデザイン講義実況中継 ISBN 978-4-7973-6784-3

## 株式会社ゲームスタジオ（1985年）
株式会社ゲームスタジオ（英: GAMESTUDIO Inc.）は、かつて存在した日本の東京都渋谷区に本社を置いていたコンピュータゲーム制作会社。株式会社モバイル&ゲームスタジオ（現・株式会社ゲームスタジオ）を子会社化し、営業権を譲渡した。2010年4月より休業。2015年12月14日に解散した。

### 主な開発タイトル
- イシターの復活（発売元：ナムコ）
- ホッピングマッピー（発売元：ナムコ）
- ウィザードリィシリーズ（ファミリーコンピュータおよびスーパーファミコンへの移植版。発売元：アスキー、メディアファクトリーなど）
- 機動戦士Ζガンダム・ホットスクランブル（発売元：バンダイ）
- ファミリーサーキットシリーズ（発売元：ナムコ）
- カイの冒険（発売元：ナムコ）
- 天下一武士 ケルナグール（発売元：ナムコ）
- ザ・ブルークリスタルロッド（発売元：ナムコ）
- DT Lords of Genomes（発売元：メディアファクトリー）
- FLASHアニメ
- 携帯電話用コンテンツ など